# Hotel Sorea Trigan
Hotel Sorea Trigan, dříve Hotel Baník, je hotel (bývalá zotavovna ROH), který se nachází v rekreační osadě Nové Štrbské Pleso. Postaven byl v letech 1973–1975 podle návrhu architektů ing. arch. Ferdinanda Končeka, ing. arch. Iľji Skočka a ing. arch. Ľubomíra Tittla, kteří se specializovali na výstavbu odborářských zotavoven.
Hotel vznikl z potřeby lepší turistické vybavenosti stále oblíbenějších Vysokých Tater. Byl postaven s moderním rozmachem, přitom však tvarem úspěšně harmonizuje s tatranskou krajinou.[zdroj⁠?!]

## Poloha
Hotel Baník se nachází u jižního cípu Nového Štrbského plesa, uměle vytvořeného 0,5 km jihovýchodně od osady Štrbské Pleso. Obě osady kolem jezer postupně stavebně splynuly. Poloha hotelu Baník byla předurčena výhodnou polohou u jezera a dává možnosti letní i zimní rekreace v blízkosti slovenských velehor Vysoké Tatry, tím i množství lyžařských středisek. Přístup k hotelu je ze severovýchodní strany, přičemž se musí obejít téměř celé jezero. Tato poloha jakoby na konci cesty dává pocit naprosté blízkosti přírody, hor a vodní hladiny.

## Kompoziční řešení
Stavba vychází ze snahy architektů překonat tzv. estetiku architektonického technicismu, která převládala na území Československa do 70. let 20. století. Odmítnutí její elementárnosti a povrchnosti je vyjádřeno v nadsázce a hravosti formy, která vychází z funkčního vymezení prostor. Vertikální hmota odlehčená zúženým hrdlem má pilovitě ozubené průčelí pokojů. Každá tato pokoj má rohové okno s výhledem na panorama Vysokých Tater. Spodní horizontální hmotu tvoří protáhlá podnož s předsazeným průčelím na pilířích.

## Dispoziční řešení
Hotel má charakter dispozičního pětitraktu s komunikačním jádrem ve střední části objektu. Lůžková část s kapacitou přibližně 200 lůžek se nachází ve výškové budově, v zúžené dvoupodlažní části jsou umístěny menší pokoje, a v té pilovitého tvaru potom pětipodlažní dvoulůžkové pokoje, rodinné pokoje, bezbariérové pokoje a apartmány. V protáhlé dvoupodlažní podnoži s výrazně předsunutým parterem na pilířích se nacházejí vstupní prostory, hotelová restaurace, konferenční sál pro cca 100 osob, noční bar pro 30 až 40 osob.
Hotel Baník v současnosti splňuje standard tříhvězdičkového hotelu.[zdroj⁠?!]